# María Maluenda
María Adela Maluenda Campos (Santiago, 6 de marzo de 1920-ibídem, 29 de agosto de 2011) fue una actriz y política chilena. Fue militante del Partido Comunista (PC) y del Partido por la Democracia (PPD). Entre 1965 y 1969 y entre 1990 y 1994 fue diputada de la República. 
Fue una activa defensora de los derechos humanos durante la dictadura militar chilena, especialmente tras el asesinato de su hijo, el sociólogo José Manuel Parada Maluenda en el Caso Degollados.

## Biografía
Hija de Juan Agustín Maluenda Vidaurre y María Campos Gutiérrez, realizó sus estudios primarios y secundarios en el Liceo N.° 4 de Recoleta. Estudió en la Universidad de Chile, donde cursó un año la carrera de derecho y otro la de pedagogía en castellano. Posteriormente se dedicó a la actuación, la cual aprendió de forma autodidacta.
En 1941, Maluenda formó parte del grupo que fundó el Teatro Experimental de la Universidad de Chile. La primera función del teatro fue La guardia cuidadosa, protagonizada por la actriz. Tres años más tarde, fue protagonista de la película Hollywood es así, dirigida por Jorge Délano, una de las primeras cintas sonoras filmadas en Chile. Se desempeñó además en el radioteatro y trabajó en la BBC.
En 1946, contrajo matrimonio con el actor Roberto Parada, con quien tuvo dos hijos, José Manuel y María Soledad. Maluenda se unió al Partido Comunista en 1958. Fue diputada durante el período 1965-1969, electa por la Séptima Agrupación Departamental «Santiago», Primer Distrito, representando a aquel partido. Durante el gobierno de Salvador Allende fue embajadora de Chile en Vietnam entre 1972 y 1973.
El 29 de marzo de 1985, su hijo José Manuel, quien trabajaba en la Vicaría de la Solidaridad, fue secuestrado y asesinado. Su cuerpo apareció al día siguiente junto a los de otros dos profesionales. El hecho fue conocido como «Caso Degollados» y, tras las investigaciones realizadas, se supo que los crímenes habían sido perpetrados por agentes de la Dirección de Comunicaciones de Carabineros (DICOMCAR).
Durante la segunda mitad de la década de 1980, Maluenda participó en el Movimiento por Elecciones Libres, que buscaba terminar con la dictadura militar a través de la inscripción en los registros electorales y el plebiscito. La actriz criticó el rol de grupos extremistas, como el Frente Patriótico Manuel Rodríguez, y se desligó del Partido Comunista por diferencias de fondo. En 1987, Maluenda participó en la fundación del Partido por la Democracia.
En 1990, postuló como diputada representando a aquel partido por el distrito 17, siendo electa para el período legislativo 1990-1994. Fue presidenta provisional de la Cámara el 11 de marzo de 1990 y presidió la sesión de instalación en virtud de lo dispuesto en el Artículo 1.° Transitorio, inciso 2.º de la ley N.° 18.918 Orgánica Constitucional del Congreso Nacional. Integró la Comisión Permanente de Relaciones Exteriores, Asuntos Interparlamentarios e Integración Latinoamericana y la de Derechos Humanos, Nacionalidad y Ciudadanía.
No fue a la reelección para el siguiente período.
En 2002 recibió la Medalla al Mérito Cultural Profesor Pedro de la Barra, distinción entregada por el Rector en el Salón de Honor de la Casa Central de la Universidad de Chile.
María Maluenda falleció en Santiago el 29 de agosto de 2011. Sus restos fueron velados en el salón de honor de la sede de Santiago de la Cámara de Diputados y su funeral se realizó el 30 de agosto en el cementerio Parque del Recuerdo.

## Historia electoral

### Elecciones parlamentarias de 1989

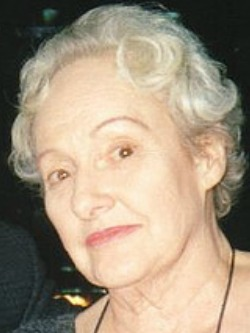
María Maluenda Campos.

- Elecciones parlamentarias de 1989 a diputado por el distrito 17 (Conchalí, Huechuraba y Renca)[16]

| Candidato                  | Pacto                          | Partido | Votos  | %     | Resultado |
| -------------------------- | ------------------------------ | ------- | ------ | ----- | --------- |
| Ramón Elizalde Hevia       | Concertación por la Democracia | PDC     | 61 640 | 33,07 | Diputado  |
| María Maluenda Campos      | Concertación por la Democracia | PPD     | 54 939 | 29,47 | Diputada  |
| Luis Cordero Barrera       | Democracia y Progreso          | UDI     | 37 033 | 19,87 |           |
| Carlos Martínez            | Democracia y Progreso          | RN      | 13 802 | 7,40  |           |
| Álvaro Gómez Gallo         | Liberal-Socialista Chileno     | ILE     | 12 876 | 6,91  |           |
| Denise Barroilhet Monardes | Alianza de Centro              | AN      | 2427   | 1,30  |           |
| Cristóbal Mario Tapia Vega | Alianza de Centro              | ILD     | 1832   | 0,98  |           |
| Enrique Barra González     | Independiente (Fuera de Pacto) | IND     | 1869   | 1,00  |           |